# Дельгоша
Дельгоша́ или Делькеша́д (перс. دلگشا‎) — небольшой город на западе Ирана, в провинции Илам. Северный пригород Аркваза. Входит в состав шахрестана Мехран.
На 2006 год население составляло 3 931 человека; в национальном составе преобладают курды.

## География
Город находится в центральной части Илама, в горной местности западного Загроса, на высоте 1 369 метров над уровнем моря.
Дельгоша расположен на расстоянии приблизительно 28 километров к юго-востоку от Илама, административного центра провинции и на расстоянии 500 километров к юго-западу от Тегерана, столицы страны.